# Rechabeám
Rechabeám (hebrejsky: רְחַבְעָם‎ Rechav'am), v českých překladech Bible přepisováno též jako Rechoboám, Rehoboam, Roboám či Roboam, byl prvním králem Judského království. Jeho jméno je vykládáno jako Rozšířil lid. Dle názoru moderních historiků a archeologů vládl asi v letech 931–914 př. n. l. Podle kroniky Davida Ganse by však jeho kralování mělo spadat do let 2964–2981 od stvoření světa neboli do let 798–780 před naším letopočtem. Ve starozákonní knize První královské se uvádí, že Rechabeám kraloval v Judsku 17 let. Po něm nastoupil na trůn jeho syn Abijám, jenž je v Bibli označován také jménem Abijáš.
Rechabeám pocházel z rodu Davidova, byl synem krále Šalomouna a amónské princezny Naamy. Na trůn usedl ve svých 41 letech. Jeho tvrdost vůči požadavku severních izraelských kmenů o zmírnění daní a nucených prací způsobila hned na začátku jeho vlády rozdělení Izraele na Severní království a jižní Judsko. Věrné králi zůstaly kmeny Juda, Benjamín a Šimeón a časem se přidávají i Lévijci, kteří v důsledku zavádění pohanských obřadů v Severním Izraeli utíkali k Jeruzalému a jeho chrámu. Izraelský král Jarobeám I. tehdy zřídil vzdorosvatyně v Bet Elu a Danu na území severních kmenů. Časem se ale i v Judsku zavádí pohanská modloslužba, a to zřejmě pod vlivem cizinek – zejména Naamy, královy matky, a Maaky, královy manželky.
V pátém roce Rechabeámovy vlády zaútočil na Judsko faraón Šíšak a zcela vyplenil a vydrancoval Jeruzalém včetně chrámu. Poté král Rechabeám nechal opevnit města na hranicích s Egyptem a Pelištejci. Během svého života měl 18 žen a 60 ženin, s nimiž měl 28 synů a 60 dcer. Z jeho manželek známe jmenovitě Machalatu, dceru Jerimóta, Davidova syna, dále Abíhajilu, dceru Elíaba, Jišajova syna, nebo Maaku, kterou Rechabeám miloval nade všechny své ženy.
Bible hodnotí jeho vládu slovy: „Dopouštěl se toho, co je zlé, neboť se nedotazoval Hospodina upřímným srdcem.“ Za vlády Rechabeáma působil v Judsku prorok Šemajáš. Ten varoval krále Rechabeáma, aby po rozdělení království jeho otce Šalomouna nebojoval proti odtrženým izraelským kmenům, které si nad sebou ustanovily za krále Jarobeáma. Tehdy ještě král prorokovo varování vyslyšel. Podle midraše v Seder Olam Raba se však Rechabeám držel zákonů Tóry pouze po tři léta, ale pak se vzbouřil proti Bohu.